# Rippenziste
Die Rippenziste oder Ziste (französisch ciste) ist ein kleiner vor- und frühgeschichtlicher zylinderförmiger Bronzeeimer mit gegebenenfalls reich verzierter Außenwand, kaum vergleichbar mit der viel größeren und schwereren Situla. 
Die Gefäße wurden für Flüssigkeiten wie Wein benutzt und spielten bei Opferzeremonien eine Rolle. Rippenzisten oder Teile von ihnen, die meist aus der Stufe Hallstatt D3 stammen, wurden in Norddeutschland aus Flüssen wie Weser und Aller, aber auch aus Gräbern geborgen, in Süddeutschland auch aus Adelsgräbern (Kleinaspergle). Das europäische Verbreitungsgebiet entspricht etwa dem Siedlungsraum der Etrusker und Kelten. 
Der bei der Ziste dünnwandigere zylindrische Gefäßkörper (Mantel) und der Boden sind aus dünnem Blech, das aus Stabilitätsgründen gesickt (gewellt) ist. Der Mantel aus geripptem Blech ist im mittleren Bereich gegebenenfalls schwach eingezogen und im überlappenden Bereich vernietet. Er ist im Bodenbereich nach innen umgebördelt, um den separat gefertigten Boden aufzunehmen. Der obere Bereich kann mit einem Randreifen verstärkt sein. Die Rippenzisten von Slupca und Solniki Male in Polen weisen in breiten Streifen zwischen den Sicken zoomorphe Zierornamenta auf. Es wurden auch reich verzierte Deckel gefunden (Monteveglio in Italien). 
Eine Klassifizierung der Zisten erfolgte durch Berta Stjernquist (1918–2010). Grundsätzlich wird zwischen Rippenzisten mit beweglichem Doppelhenkel, die aus einem Mantelblech gefertigt wurden, und solchen, die feste seitliche Griffe haben und aus zwei Mantelblechen gefertigt wurden, unterschieden. Die Henkelzisten haben zwei angenietete Attaschen (meist Doppelattaschen mit Ösen), die die zumeist tordierten Bügelhenkel aufnahmen. Die Rundgriffe wurden an den flachen Enden angenietet.
Eine Rippenziste aus der Mitte des 5. Jahrhunderts v. Chr. fand sich in der rätischen Siedlung von Putzer-Gschleier bei Eppan (Südtirol). Das Bildfries am unteren Gefäßrand zeigt in einer Prozession Menschen und gehörnte Tiere, darunter Ziege, Hirsch und Antilope sowie ein Pferd.